# Норзунов, Овше Мучкинович
Овше Мучкинович Норзу́нов (1877 — не ранее 1929) — исследователь Тибета из Российской империи. В 1901 году вскоре после Г. Ц. Цыбикова стал фотографом Лхасы, с риском для жизни разделив с ним славу первого фотографа Лхасы и центрального Тибета, запретных для исследователей, и вскоре стал автором первых опубликованных фотографий Лхасы.

## Биография
Потомок знатного калмыцкого рода, зайсанг Большедербетовского улуса Ставропольской губернии.

### Первая поездка в Тибет
Норзунов впервые совершил поездку в Тибет через Ургу в 1898—1899 гг., по поручению А. Доржиева доставляя Далай-ламе письмо о ходе его переговоров в Петербурге. По его возвращении в Петербург в сентябре 1899 г. Доржиев решил вновь послать О. Норзунова в качестве связного в Лхасу. Тогда же О. Норзуновым заинтересовалось Русское географическое общество, которому он передал записки о своём путешествии.

### Вторая поездка в Тибет
В начале 1900 г. Норзунов получил от Общества такую же камеру, что и Цыбиков, и набор фотопластинок фирмы братьев Люмьер. Путь Норзунова в Тибет во второй раз лежал через Францию, где Доржиев заказал литейщикам изготовить несколько сот металлических чашек для лхасских монастырей. Норзунов должен был доставить чашки в Лхасу.
Норзунов прибыл из Марселя в Калькутту на французском пароходе «Дюплекс» 6 марта 1900 г., в то время как Г. Ц. Цыбиков уже находился в Лхасе. Здесь он попал под подозрение полиции как русский шпион. После многомесячного разбирательства, в течение которого Норзунов проживал в монастыре Гхум под Даржилингом и регулярно отмечался в местном полицейском участке, он был выслан в Россию осенью того же года. Он привёз с собой фотографии Дарджилинга.

### Третья поездка в Тибет
В конце 1900 г. Норзунов отправился в Тибет в третий раз, вместе с Доржиевым и шестью другими спутниками. Путешествие до Лхасы они совершили по караванной «Северной дороге» через Монголию и Западный Китай.
В Лхасу Норзунов прибыл 28 февраля 1901 г. и находился там около месяца. В этот короткий период он сделал свои знаменитые снимки Лхасы. Он вернулся в Россию вместе с Доржиевым в составе «чрезвычайного тибетского посольства» к русскому двору для подписания русско-тибетского договора.
Своё пребывание в Лхасе и обратный путь, проходивший через Непал, Индию и Цейлон, Норзунов описал в очерке, опубликованном Ж. Деникером. В нём путешественник отмечал, что фотографирование в Лхасе было сопряжено с большими трудностями и риском: ему постоянно приходилось прятаться и скрывать от окружающих свою камеру, поскольку фотографирование в Тибете было запрещено под страхом казни.

### Публикация фотографий
Первыми в Петербург и Париж поступили фотографии Норзунова (вероятно, в Петербург в июне-июле 1901 г. с посольством А. Доржиева).
В том же году одна из его фотографий с видом дворца Поталы была опубликована Ж. Деникером в октябрьском номере парижского журнала «География». Таким образом он стал автором первой опубликованной фотографии Лхасы.
В 1903 году Известия ИРГО опубликовали цыбиковскую лекцию, а вместе с ней списки лучших фотографий Норзунова и Цыбикова (45 и 32 единицы соответственно). К спискам были приложены 9 фотографий Норзунова с видами Лхасы, монастырей Галдан и Ташилхумпо (резиденция Панчен-ламы). (Эти списки вместе с фотографиями были затем отпечатаны в виде отдельного оттиска.
На Западе отдельные фотографии Норзунова и Цыбикова были опубликованы в различных журналах в 1903—1905, в том числе две статьи Дж. Деникера. В них впервые подробно рассказывалось о трёх путешествиях Норзунова, вторая публикация являлась переводом на французский язык его путевых записок. Обе статьи были проиллюстрированы фотографиями, сделанными О. Норзуновым в Лхасе и по пути в Тибет. В 1904 г. Смитсоновский институт в Вашингтоне поместил в своём годовом отчете английский перевод лекции Цыбикова, снабженной девятью упоминавшимися фотографиями Норзунова Через год в журнале «National Geographic» появились 11 фотографий с видами Лхасы (6 Норзунова и 5 Цыбикова. Источником новых фотографий, опубликованных в западных журналах, был изданный Русским географическим обществом в конце 1903 г. альбом, включавший в себя 50 фотографий Норзунова и Цыбикова (соответственно 29 и 21) и представлявший собой картонную коробку с фотографиями, каждая из которых была наклеена на картонный лист. Издание предназначалось в качестве подарка РГО зарубежным географическим обществам. Известно также, что летом 1905 г. во время пребывания XIII Далай-ламы в Урге Г. Ц, Цыбиков лично преподнёс ему альбом РГО.

### Последующие годы
Во время Революции 1905—1907 годов Овше Норзунов выступает за большую свободу исповедания буддизма. 5 февраля 1905-го, в своей докладной на имя председателя статс-секретаря Сергея Витте багша Дорджи Сетенов, нойон Давид Тундутов и зайсанги Овше Норзунов, Леджин Арлуев просили устранить все ограничения в религиозных вопросах, чинимые со стороны администрации, а также исключить из официальной практики термины «идолопоклонник» и «язычник» и уравнять буддистов в правах с православными.
В 1911 году в свите Агвана Доржиева О. Норзунов наблюдает за строительством буддийского храма в С.-Петербурге.
В 1929 году Норзунов как «вредный элемент» был выселен в город Камышин Нижневолжского края, откуда сбежал. После этого его следы теряются.

## Вопрос о первом фотографе Лхасы
В декабре 1901 года в лондонском «Географическом журнале» появился аналогичный снимок Поталы — сделан он был задолго до Норзунова «членом непальской дружественной миссии», направлявшейся к Пекинскому двору, как об этом свидетельствовала подпись под ним.